# Ljubačevo
Ljubačevo (en serbe cyrillique : Љубачево) est un village de Bosnie-Herzégovine. Il est situé sur le territoire de la ville de Banja Luka et dans la république serbe de Bosnie. Selon les premiers résultats du recensement bosnien de 2013, il compte 500 habitants.

## Géographie

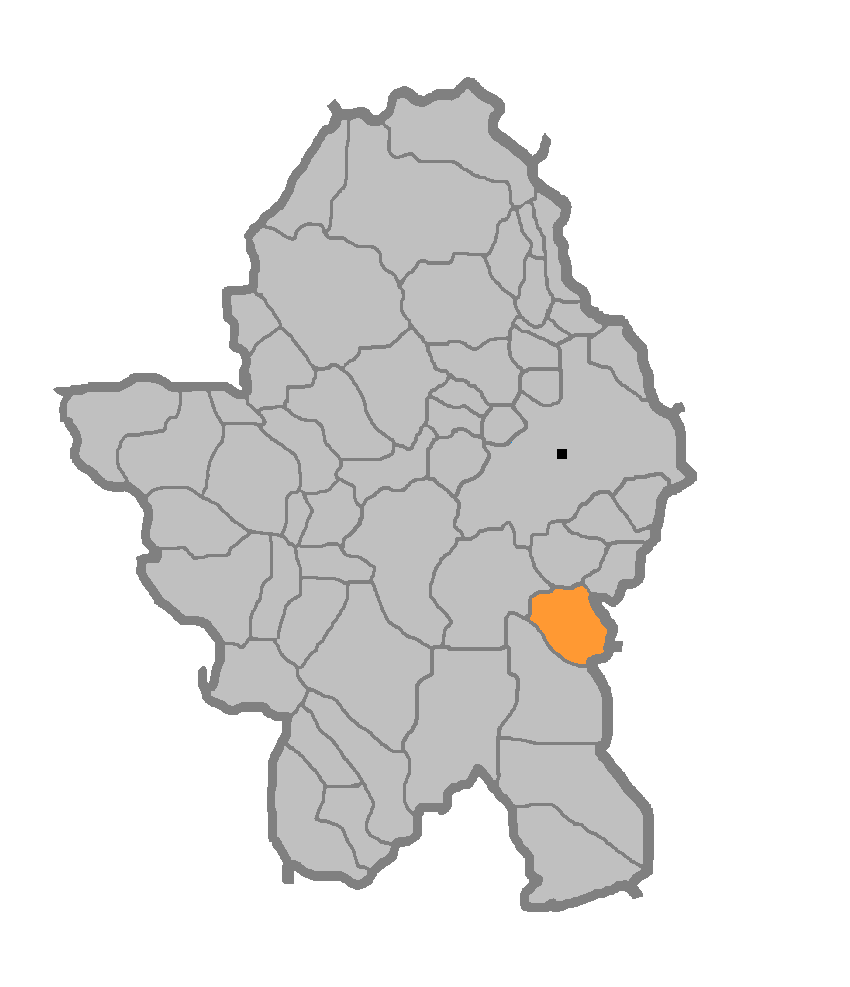
Localisation de la communauté locale de Ljubačevo dans la ville de Banja Luka

Le village est situé au bord de la rivière Vrbas, un affluent droit de la Save.

## Histoire
L'église Saint-Pantaléon de Ljubačevo a été construite en 1939.

## Démographie

### Évolution historique de la population dans la localité
| 1948 | 1953 | 1961 | 1971 | 1981 | 1991 | 2013 |
| ---- | ---- | ---- | ---- | ---- | ---- | ---- |
| -    | -    | 881  | 818  | 746  | 663  | 500  |

|  |